# Alberto Carrara
Alberto Carrara, conosciuto semplicemente come Carrara o King Carrara (Bergamo, 6 ottobre 1958), è un disc-jockey, cantante e arrangiatore italiano, attivo nell'ambito della italo dance degli anni ottanta.

## Biografia
Originario di Bergamo, Carrara cominciò giovanissimo a lavorare come dj, tanto che a sedici anni era già molto conosciuto. Componente del gruppo musicale I raminghi, ottenne il successo quasi per caso: dopo aver accompagnato Red Canzian in sala d'incisione, un nastro con la sua voce venne preso da un tecnico del suono e il brano, Disco King, divenne una vera e propria hit.
L'anno successivo prese parte al Festivalbar 1984 con il brano Shine on Dance. Nel 1985 partecipò nuovamente al Festivalbar con Welcome to the Sunshine e negli anni successivi pubblicò diversi singoli, ottenendo una discreta popolarità all'interno del panorama della disco music europea. Dagli anni novanta in poi, Carrara tornò a lavorare nelle discoteche.

## Discografia

### Singoli
- 1983 - Disco King (ITA #39)
- 1984 - Shine on Dance (ITA #13)
- 1985 - Ghibli (12")
- 1985 - Welcome to the Sunshine (ITA #23)
- 1985 - Follow Me (12")
- 1986 - S.O.S. Bandido (ITA #22)
- 1987 - Baby Dancer
- 1992 - You Get Me Down (feat. Leyla) (12")
- 1998 - Shine on Dance / Disco King (12")

### Album
- 1985 - My Melody

### Raccolte
- 1985 - Gold
- 1998 - Carrara